# Lac Budi
Le lac Budi (en espagnol : lago Budi) est un lac salé qui se trouve au Chili, sur la côte de la région d'Araucanie, entre les communes de Saavedra et de Teodoro Schmidt. Il a une étendue de 56,2 km2 et une profondeur maximale de 15 mètres. 
C'est le seul lac salé d'Amérique latine. Il se situe dans une région de peuplement Mapuches, à caractère essentiellement agricole. Des activités touristiques se développent depuis les années 2010.